# العلاقات الألبانية التركية
العلاقات الألبانية التركية هي العلاقات الثنائية التي تجمع بين ألبانيا وتركيا.

## مقارنة بين البلدين
هذه مقارنة عامة ومرجعية للدولتين:
| وجه المقارنة                                              | ألبانيا                                                    | تركيا         |
| --------------------------------------------------------- | ---------------------------------------------------------- | ------------- |
| المساحة (كم2)                                             | 28.75 ألف                                                  | 783.56 ألف    |
| عدد السكان (نسمة)                                         | 3.02 مليون                                                 | 80.14 مليون   |
| الكثافة السكانية (ن./كم²)                                 | 105.04                                                     | 102.28        |
| العاصمة                                                   | تيرانا                                                     | أنقرة         |
| اللغة الرسمية                                             | اللغة الألبانية                                            | اللغة التركية |
| العملة                                                    | ليك ألباني                                                 | ليرة تركية    |
| الناتج المحلي الإجمالي (بليون دولار)                      | 13.04 مليار                                                | 851.10 مليار  |
| الناتج المحلي الإجمالي (تعادل القوة الشرائية) بليون دولار | 33.17 مليار                                                | 1.57 تريليون  |
| الناتج المحلي الإجمالي الاسمي للفرد دولار أمريكي          | 3.94 ألف                                                   | 9.12 ألف      |
| الناتج المحلي الإجمالي للفرد دولار أمريكي                 | 11.11 ألف                                                  | 19.79 ألف     |
| مؤشر التنمية البشرية                                      | 0.764                                                      | 0.761         |
| رمز المكالمات الدولي                                      | +355                                                       | +90           |
| رمز الإنترنت                                              | .al                                                        | .tr           |
| المنطقة الزمنية                                           | توقيت وسط أوروبا، ت ع م+01:00، ت ع م+02:00، أوروبا/تيرانا ‏ | ت ع م+03:00   |

## مدن متوأمة
في ما يلي قائمة باتفاقيات التوأمة بين مدن ألبانية وتركية:
- ترتبط كامزا مع كمال باشا [الإنجليزية]‏ باتفاقية توأمة.
- ترتبط دراس مع إسطنبول باتفاقية توأمة.
- ترتبط تيرانا مع بورصة باتفاقية توأمة.

## منظمات دولية مشتركة
يشترك البلدان في عضوية مجموعة من المنظمات الدولية، منها:
| علم المنظمة | اسم المنظمة                               | تاريخ انضمام ألبانيا | تاريخ انضمام تركيا |
| ----------- | ----------------------------------------- | -------------------- | ------------------ |
|             | منظمة التجارة العالمية                    | ?                    | 26 مارس 1995       |
|             | الأمم المتحدة                             | 14 ديسمبر 1955       | 24 أكتوبر 1945     |
|             | حلف شمال الأطلسي                          | 1 أبريل 2009         | 18 فبراير 1952     |
|             | الاتحاد الدولي للاتصالات                  | 2 يونيو 1922         | 1866               |
|             | مجلس أوروبا                               | ?                    | 9 أغسطس 1949       |
|             | منظمة التعاون الاقتصادي للبحر الأسود      | ?                    | ?                  |
|             | منظمة التعاون الإسلامي                    | ?                    | 25 سبتمبر 1969     |
|             | يونسكو                                    | 16 أكتوبر 1958       | 4 نوفمبر 1946      |
|             | المنظمة الأوروبية لسلامة الملاحة الجوية   | 2002                 | 1989               |
|             | الاتحاد البريدي العالمي                   | ?                    | ?                  |
|             | مؤسسة التنمية الدولية                     | 15 أكتوبر 1991       | 22 ديسمبر 1960     |
|             | منظمة حظر الأسلحة الكيميائية              | ?                    | ?                  |
|             | وكالة ضمان الاستثمار متعدد الأطراف        | 15 أكتوبر 1991       | 3 يونيو 1988       |
|             | منظمة الشرطة الجنائية الدولية             | ?                    | ?                  |
|             | مؤسسة التمويل الدولية                     | 15 أكتوبر 1991       | 19 ديسمبر 1956     |
|             | البنك الدولي للإنشاء والتعمير             | 15 أكتوبر 1991       | 11 مارس 1947       |
|             | منظمة الأمن والتعاون في أوروبا            | 19 يونيو 1991        | 25 يونيو 1973      |
|             | المركز الدولي لتسوية المنازعات الاستشارية | 14 نوفمبر 1991       | 2 أبريل 1989       |

## أعلام
هذه قائمة لبعض الشخصيات التي تربطها علاقات بالبلدين:
- إمره بلوز أوغلو (لاعب كرة قدم تركي، 7 سبتمبر 1980[21] – )
- بيرين سات (ممثلة تركية، 26 فبراير 1984 – )
- خالد أرغنتش (ممثل تركي، 30 أبريل 1970 – )
- سرتاب أرانر (مغنية تركية، 4 ديسمبر 1964 – )
- كنعان أورن (رئيس تركي راحل وقائد انقلاب عسكري، 17 يوليو 1917 – 9 مايو 2015)
- هاكان شوكور (لاعب كرة قدم تركي، 1 سبتمبر 1971[22] – )

## وصلات خارجية
- موقع وزارة الخارجية الألبانية
- موقع وزارة الخارجية التركية